# Джон Мелленкемп
Джон Мелленкемп (John Mellencamp; 7 жовтня 1951, Сеймур, Індіана, США) — вокаліст, гітарист, композитор, автор текстів, продюсер. Володар «золотих» і «платинових» дисків. За фахом «інженер по засобах радіо- і телевізійного зв'язку». 10 березня 2008 року Джона Мелленкемпа було внесено до Зали слави рок-н-ролу.

## Біографія
На початку своєї кар'єри Джон виступав у місцевих гуртах Crepe Soul та Snakepit Banana Barn, а дещо пізніше приєднався до формації Trash. У цій формації Мелленкемп познайомився з гітаристом Ларрі Крейном (Larry Crane), 1953, з яким потім співпрацював майже протягом усіх 1980-х років.
1975 року в Нью-Йорку Джона запримітив колишній менеджер Девіда Боуї — Тоні Де Фріз, і уклавши з ним угоду, змінив його ім'я на Джоні Кугар (Johny Cougar). Музикант взяв собі імідж у стилі Джеймса Діна і швидко записав дебютний альбом «Chestnut Street Incident», який пропонував головним чином версії творів з репертуару інших виконавців, і якому так і не вдалося потрапити на топ-аркуші. Джон вирішив повернутися до Індіани, де відродив гурт The Zone, і з якою записав альбом «The Kid Inside», що складався з його власних творів, і який було видано лише 1983 року.
1977 року музикант уклав угоду з фірмою «Riva Records», що належала менеджеру Рода Стюарта — Біллі Геффу. Вперше на топ-аркушах Джон Кугар з'явився завдяки альбому 1979 року «John Cougar». Сингл з твором «І Need A Lover», що походив з цього альбому, у грудні 1979 року потрапив до американського «Тор-30». Відтоді Кугар разом зі своїм гуртом невтомно гастролював, а результати такої стратегії стали помітними вже 1982 року, коли альбом «American Fool» очолив американський чарт, а сингли «Hurts So Good» та «Jack & Diane» розійшлися мільйонними тиражами. З 1983 року артист почав виступати як John Cougar Mellencamp, а з 1989 року надовго відмовився від псевдоніму Cougar.
Відповідно до теми творів, які порушували суспільні проблеми (робітничі та фермерські), Джон став одним з організаторів серії концертів «Farm Aid». Його справжні динамічні рок-твори здобули успіх і в другій половині 1980-х років, а найпопулярнішими стали: «Small Town», «R.O.C.K. In The USA», «Paper In Fire» (1987) та «Cherry Bomb» (1988). На альбомі «The Lonesome Jubi Lee». Мелленкемп використовував звучання скрипки та акордеона, щоб продемонструвати похмурий образ Америки, що потонула у регресії.
Далі артист присвятив себе своєму другому покликанню — живопису, але 1991 року повернувся на музичний ринок з альбомом «Whenever We Wanted», на якому запропонував динамічний рок, що був добре відомий з попередніх платівок. Того ж року Мелленкемп зіграв головну роль співака кантрі у фільмі «Falling From Grace». Згодом він продовжив робити записи, а запропоновані ним роботи регулярно потрапляли до американського чарту.
До складу акомпануючої групи Мелленкемпа у різні роки входили: Леррі Крейн (Larry Crane) — гітара; Тобі Мейерс (Toby Meyers) — бас та Кенні Аронофф (Kenny Aronoff) — ударні, як The Zone, а також: Лайза Германо (Lisa Germano) — скрипка; Джон Каселла (John Casella) — акордеон; Пет Петерсон (Pat Peterson) -вокал; Крістал Тейліферо (Crystal Taliefero) — вокал; Малколм Берн (Malcolm Burn) — орган; Девід Гріссом (David Grissom) — гітара; Ме'Шелл Ндегеселло (Me'Shell Ndegecello) — бас та Енді Йорк (Andy York) — гітара.

## Дискографія
- 1976: Chestnut Street Incident
- 1978: A Biography
- 1979: John Cougar
- 1980: Nothin' Matters & What If It Did
- 1982: American Fool
- 1983: The Kid Inside
- 1983: Uh-Huh
- 1985: Scarecrow
- 1986: The Collection
- 1987: The Lonesome Jubilee
- 1989: Big Daddy
- 1991: Whenever We Wanted
- 1993: Human Wheels
- 1994: Dance Naked
- 1996: Mr. Happy Go Lucky
- 1997: The Best That I Could Do 1978—1988
- 1998: John Mellencamp
- 1999: Rough Harvest
- 2001: Cuttin' Heads
- 2003: Trouble No More
- 2004: Words & Music: John Mellencamp's Greatest Hits
- 2007: Freedom's Road
- 2008: Life, Death, Love, and Freedom